# Elke Philipp
Elke Philipp (* 4. Februar 1964 als Elke Spiegl) ist eine deutsche Reiterin. Seit dem Jahr 2010 startet sie als Dressurreiterin im Behindertenreitsport. Zuvor trat sie als Wintersportlerin im Ski Alpin an.

## Erkrankung und beruflicher Werdegang
Im Alter von 20 Jahren erkrankte Elke Philipp an einer Hirnhaut- und Kleinhirnentzündung (virale Meningitis und zerebellare Meningoenzephalitis). Da diese zu spät erkannt wurde, wurde das Gehirn so stark geschädigt, dass Philipp linksseitig spastisch gelähmt wurde und rumpfinstabil ist. Sie ist auf Gehstöcke angewiesen, ein permanenter Luftröhrenschnitt ermöglicht ihr größere Anstrengungen.
Nach eineinhalb Jahren im Krankenhaus und mehreren Rehamaßnahmen nahm Elke Philipp eine Ausbildung zur medizinisch-technischen Laboratoriumsassistentin an. Nach Abschluss der Lehre arbeitete sie in der Klinik Höhenried in Bernried am Starnberger See. Zudem studierte sie Großlabormanagement.
Im Jahr 2002 lernte sie ihren späteren Ehemann kennen, drei Jahre später heirateten sie. Beide leben zusammen in Treuchtlingen im Altmühltal.

## Sportlerin
Bereits vor ihrer Erkrankung hatte Elke Philipp Leichtathletik betrieben. Ab 1992 bekam sie aus therapeutischen Gründen Hippotherapie. In dieser Zeit schaffe sie es, sich vom Rollstuhl zu lösen und mit Gehstöcken zu gehen. Ab dem Jahr 1994 nahm sie Reitstunden, drei Jahre später erhielt sie eine Reitbeteiligung.
Ende der 1990er Jahre und zu Beginn der 2000er Jahre lag ihr sportlicher Fokus jedoch beim Wintersport, sie wurde zweimal deutsche Meisterin im alpinen Behindertensport (Ski Alpin). Im Europapokalfinale 2001 in Wolfsberg-St. Stefan kam sie im Riesenslalom auf den fünften Platz. Im Gesamt-Europeancup errang sie den vierten Platz. Aufgrund dieser Erfolge war Elke Philipp als Teilnehmerin für die Winter-Paralympics 2002 vorgesehen, fand für die Teilnahme jedoch keinen Sponsor. Nach dem Kennenlernen ihres späteren Ehemanns zog sie sich aus dem aktiven Sport zurück.
Im Jahr 2005 erwarb Elke Philipp ihr erstes eigenes Pferd, dem braunen Wallach Rousseau G, und nahm wieder Reitunterricht. Fünf Jahre später nahm sie in Nörten-Hardenberg erstmals an einem Reitturnier teil. Philipp ist im Para-Dressursport der Wettkampfklasse Grade I (bis 2016 als Grade Ia bezeichnet) zugeordnet. In dieser Klasse treten die am schwersten behinderten Reiter an; es sind nur Lektionen im Schritt vorgesehen.
Im selben Jahr gab sie ihre Nennung für die Deutschen Meisterschaften der Dressurreiter mit Handicap ab, die in jenem Jahr in Bochum ausgetragen wurden. In der deutschen Meisterschaft der Grade I-Reiter gewann sie hier die Bronzemedaille. Im Juli 2010 wurde sie bayerische Meisterin München der Grade I-Reiter. Im Folgejahr gewann sie mit Rousseau G die Silbermedaille in der deutschen Meisterschaft der Wettkampfklasse Grade I.
Für Philipps weitere Entwicklung im Reitsport wurde 2012 der besser den besonderen Anforderungen des Behindertensports entsprechende Rappwallach Regaliz erworben. Mit diesem errang Elke Philipp von 2013 bis 2016 jeweils den deutschen Meistertitel der Grade I-Reiter. Sie nahm mit ihm 2013, 2014 und 2015 an Europa- bzw. Weltmeisterschaften teil und war dabei Teil der deutschen Equipe, die jeweils die Mannschaftsmedaille gewann. Beim Maimarkt-Turnier Mannheim war sie beim erstmals ausgetragenen deutschen Nationenpreis der Para-Dressurreiter 2014 Teil der siegreichen deutschen Mannschaft. Auch in den zwei folgenden Jahren siegte hier Deutschland unter Beteiligung von Elke Philipp und Regaliz.
Im Jahr 2016 gehörte Philipp mit Regaliz zur fünf Reiter starken deutschen Mannschaft der Para-Dressurreiter bei den Sommer-Paralympics 2016. Dabei gewann sie mit der Dressur-Olympiamannschaft die Silbermedaille und wurde am 1. November 2016 mit dem Silbernen Lorbeerblatt ausgezeichnet. Bei den Europameisterschaften 2017 war sie mit dem Gewinn von zwei Medaillen die erfolgreichste deutsche Teilnehmerin.

## Erfolge im Para-Dressursport
- Sommer-Paralympics:
  - 2016 Rio de Janeiro: mit Regaliz 2. Platz mit der Mannschaft, 4. Platz in der Einzelwertung (Championshiptest)[10][11]

- Weltmeisterschaften:
  - 2014, Caen: mit Regaliz 3. Platz mit der Mannschaft, 4. Platz in der Einzelwertung (Championshiptest) und 3. Platz in der Kür-Einzelwertung

- Europameisterschaften:
  - 2013, Herning: mit Regaliz 2. Platz mit der Mannschaft, 5. Platz in der Einzelwertung (Championshiptest) und 5. Platz in der Kür-Einzelwertung
  - 2015, Deauville: mit Regaliz 3. Platz mit der Mannschaft, 3. Platz in der Einzelwertung (Championshiptest) und 4. Platz in der Kür-Einzelwertung
  - 2017, Göteborg: mit Regaliz 4. Platz mit der Mannschaft, 2. Platz in der Einzelwertung (Championshiptest) und 3. Platz in der Kür-Einzelwertung

- Deutsche Meisterschaften (gemeinsame Wertung der Wettkampfklassen Grade I und II, bis 2016 Ia und Ib):
  - 2010, Bochum: 3. Platz mit Rousseau G
  - 2011, Überherrn: 2. Platz mit Rousseau G
  - 2013, Wetzlar: 1. Platz mit Regaliz[12]
  - 2014, Werder (Havel): 1. Platz mit Regaliz[13]
  - 2015, Werder (Havel): 1. Platz mit Regaliz[14]
  - 2016, Werder (Havel): 1. Platz mit Regaliz[15]
  - 2017, Werder (Havel): 1. Platz mit Regaliz[16]

## Pferde
- Rousseau G (* 1999), Sachsen-Anhaltiner Warmblut, brauner Wallach, Vater: Royal Diamond, Muttervater: Firebird[17]
- Regaliz (* 2007), Hannoveraner Rappwallach, Vater: Rubinero, Muttervater: Davignon I[18]